# هانس فيشر (دراج)
هانس فيشر (بالبرتغالية: Hans Fischer‏) هو دراج برازيلي، ولد في 29 يناير 1961 في Pomerode ‏ في البرازيل، وتوفي في 1988.

## وصلات خارجية
- هانس فيشر على موقع أرشيف الدراجات (الإنجليزية)
- هانس فيشر على موقع إحصائيات الدراجات الإحترافية (الإنجليزية)
- هانس فيشر على موقع أوليمبيديا (الإنجليزية)